# Thunderbird Lodge (Arizona)
Pour les articles homonymes, voir Thunderbird Lodge.
Le Thunderbird Lodge est un motel américain à Chinle, dans le comté d'Apache, en Arizona. Le seul établissement hôtelier au sein du monument national du Canyon de Chelly, un monument national créé en 1931, il s'est développé autour d'un ancien poste de traite construit en 1896, le Thunderbird Lodge Trading Post, aujourd'hui sa cafétéria. Les ailes où se trouvent les chambres emploient une version tardive de l'architecture Pueblo Revival.